# Кришковци
Кришковци — населенный пункт в общине Лакташи, которая принадлежит энтитету Республике Сербской, Босния и Герцеговина. По результатам югославской переписи населения 1991 года в Кришковцах проживало 740 человек.

## Население
| 1961                           | 1971 | 1981 | 1991 | - | - | - |
| ------------------------------ | ---- | ---- | ---- | - | - | - |
| 996                            | 966  | 881  | 740  | - | - | - |
| Гистограмма динамики населения |      |      |      |   |   |   |

### Национальный состав
1971 год:
- Сербы — 953
- Хорваты — 1
- Югославы — 6
- Другие — 7

1981 год:
- Сербы — 859
- Хорваты — 5
- Югославы — 8
- Македонцы — 1
- Черногорцы — 1
- Другие — 7

1991 год:
- Сербы — 717
- Хорваты — 2
- Югославы — 13
- Другие — 8